# LOSC Lille 2023-2024
Questa voce raccoglie le informazioni riguardanti il LOSC Lille nelle competizioni ufficiali della stagione 2023-2024.

## Divise e sponsor
Lo sponsor tecnico per la stagione 2023-2024 è New Balance, mentre lo sponsor ufficiale è Boulanger
| Casa | Trasferta | Terza divisa |

## Organigramma societario
Area direttiva
- Presidente: Olivier Létang
- Direttore sportivo: Sylvain Armand
- Direttore generale: Franck Béria
- Responsabile del settore giovanile: Jean-Michel Vandamme

Area tecnica
- Allenatore: Paulo Fonseca
- Allenatore in seconda: Paulo Ferreira
- Assistente allenatore: Tiago Leal
- Preparatori dei portieri: Carlos Pires, António Ferreira
- Preparatori atletici: Stéphane Caterina, Paulo Mourão

## Rosa
Aggiornata al 7 marzo 2024  

 In corsivo i calciatori ceduti durante la stagione.
| N. |                        | Ruolo | Calciatore             |
| -- | ---------------------- | ----- | ---------------------- |
| 1  | Italia (bandiera)      | P     | Vito Mannone           |
| 3  | Portogallo (bandiera)  | D     | Tiago Djaló            |
| 4  | Brasile (bandiera)     | D     | Alexsandro             |
| 5  | Svezia (bandiera)      | D     | Gabriel Gudmundsson    |
| 6  | Algeria (bandiera)     | C     | Nabil Bentaleb         |
| 7  | Islanda (bandiera)     | C     | Hákon Arnar Haraldsson |
| 8  | Inghilterra (bandiera) | C     | Angel Gomes            |
| 9  | Canada (bandiera)      | A     | Jonathan David         |
| 10 | Francia (bandiera)     | C     | Rémy Cabella           |
| 11 | Algeria (bandiera)     | A     | Adam Ounas             |
| 12 | Turchia (bandiera)     | C     | Yusuf Yazıcı           |
| 13 | Algeria (bandiera)     | D     | Akim Zedadka           |
| 14 | Francia (bandiera)     | D     | Samuel Umtiti          |
| 15 | Francia (bandiera)     | D     | Leny Yoro              |
| 16 | Slovacchia (bandiera)  | P     | Adam Jakubech          |
| 17 | Portogallo (bandiera)  | A     | Ivan Cavaleiro         |
| 18 | Francia (bandiera)     | D     | Bafodé Diakité         |

| N. |                         | Ruolo | Calciatore                |
| -- | ----------------------- | ----- | ------------------------- |
| 19 | Portogallo (bandiera)   | A     | Tiago Morais              |
| 20 | Argentina (bandiera)    | C     | Ignacio Miramón           |
| 21 | Francia (bandiera)      | C     | Benjamin André (capitano) |
| 22 | Portogallo (bandiera)   | D     | Tiago Santos              |
| 23 | Kosovo (bandiera)       | A     | Edon Zhegrova             |
| 24 | Serbia (bandiera)       | A     | Andrej Ilić               |
| 26 | Francia (bandiera)      | A     | Alan Virginius            |
| 30 | Francia (bandiera)      | P     | Lucas Chevalier           |
| 31 | Brasile (bandiera)      | D     | Ismaily                   |
| 33 | Francia (bandiera)      | C     | Ayyoub Bouaddi            |
| 34 | Francia (bandiera)      | A     | Aaron Malouda             |
| 35 | Camerun (bandiera)      | C     | Carlos Baleba             |
| 35 | Francia (bandiera)      | A     | Adame Faïz                |
| 37 | Francia (bandiera)      | A     | Amine Messoussa           |
| 38 | Francia (bandiera)      | A     | Ichem Farrah              |
| 42 | Burkina Faso (bandiera) | A     | Joffrey Bazié             |
| 43 | Francia (bandiera)      | A     | Trévis Dago               |

## Calciomercato

### Sessione estiva(dall'1/7 all'1/9)
| Acquisti         | Acquisti               | Acquisti      | Acquisti                   |
| R.               | Nome                   | da            | Modalità                   |
| ---------------- | ---------------------- | ------------- | -------------------------- |
| D                | Tiago Santos           | Estoril Praia | definitivo (6,5 milioni €) |
| C                | Nabil Bentaleb         | Angers        | definitivo (4,5 milioni €) |
| C                | Hákon Arnar Haraldsson | Copenaghen    | definitivo (12 milioni €)  |
| P                | Vito Mannone           | Lorient       | gratuito                   |
| Altre operazioni |                        |               |                            |
| R.               | Nome                   | da            | Modalità                   |
| P                | Lisandru Olmeta        | Monaco        | gratuito                   |
| D                | Akim Zedadka           | Auxerre       | fine prestito              |
| C                | Yusuf Yazıcı           | Trabzonspor   | fine prestito              |

| Cessioni         | Cessioni       | Cessioni    | Cessioni                    |
| R.               | Nome           | a           | Modalità                    |
| ---------------- | -------------- | ----------- | --------------------------- |
| C                | Carlos Baleba  | Brighton    | definitivo (27 milioni €)   |
| P                | Benoît Costil  | Salernitana | svincolato                  |
| D                | José Fonte     | Braga       | svincolato                  |
| C                | Timothy Weah   | Juventus    | definitivo (11,3 milioni €) |
| C                | André Gomes    | Everton     | fine prestito               |
| C                | Jonas Martin   | Brest       | gratuito                    |
| A                | Jonathan Bamba | Celta Vigo  | svincolato                  |
| Altre operazioni |                |             |                             |
| R.               | Nome           | a           | Modalità                    |

### Sessione invernale (dal 1/1 al 31/1)
| Acquisti | Acquisti     | Acquisti  | Acquisti                 |
| R.       | Nome         | da        | Modalità                 |
| -------- | ------------ | --------- | ------------------------ |
| A        | Tiago Morais | Boavista  | definitivo (3 milioni €) |
| A        | Andrej Ilić  | Vålerenga | n.d.                     |

| Cessioni | Cessioni        | Cessioni       | Cessioni                   |
| R.       | Nome            | a              | Modalità                   |
| -------- | --------------- | -------------- | -------------------------- |
| A        | Alan Virginius  | Clermont Foot  | prestito                   |
| D        | Tiago Djaló     | Juventus       | definitivo (3,6 milioni €) |
| D        | Akim Zedadka    | Real Saragozza | prestito                   |
| A        | Amine Messoussa | Villefranche   | prestito                   |

## Risultati

### Ligue 1

#### Girone di andata
| Arbitro: | Bastien |

|             |           |                  |
| Laborde 19’ | Marcatori | 90+4’ B. Diakité |

| Arbitro: | Gaillouste |

|                       |           |  |
| David 65’ Ounas 90+3’ | Marcatori |  |

| Arbitro: | Delajod |

|                                               |           |           |
| Abergel 9’ Ponceau 10’ Faivre 62’ Le Goff 67’ | Marcatori | 55’ David |

| Arbitro: | Millot |

|           |           |  |
| Yazıcı 2’ | Marcatori |  |

| Arbitro: | Jérémy Brisard |

|                        |           |                         |
| Assignon 74’ Salah 89’ | Marcatori | 33’ Yoro 62’ B. Diakité |

| Arbitro: | Eric Wattellier |

|           |           |                         |
| André 79’ | Marcatori | 12’ Daramy 16’ Nakamura |

| Arbitro: | Bastien Dechepy |

|  |           |                                 |
|  | Marcatori | 40’ Zhegrova 52’ (aut.) Salmier |

| Arbitro: | Benoit Millot |

|             |           |             |
| Machado 70’ | Marcatori | 45+2’ André |

| Arbitro: | Vernice |

|           |           |  |
| Yazıcı 6’ | Marcatori |  |

| Arbitro: | Turpin |

|                              |           |  |
| Cavaleiro 32’ B. Diakité 42’ | Marcatori |  |

| Marsiglia 4 novembre 2023, ore 21:00 CET 11ª giornata | Olympique Marsiglia | 0 – 0 referto | Lilla | Vélodrome (63 674 spett.)\| Arbitro: \| Frappart \| |
| Arbitro:                                              | Frappart            |               |       |                                                     |

| Arbitro: | Vernice |

|          |           |              |
| Yoro 30’ | Marcatori | 45’ Dallinga |

| Arbitro: | Wattellier |

|  |           |                         |
|  | Marcatori | 28’ David 32’ T. Santos |

| Arbitro: | Angoula |

|                                 |           |  |
| Yazıcı 45+1’ David 45+5’ (rig.) | Marcatori |  |

| Clermont-Ferrand 10 dicembre 2023, ore 15:00 CET 15ª giornata | Clermont Foot | 0 – 0 referto | Lilla | Stadio Gabriel Montpied\| Arbitro: \| Batta \| |
| Arbitro:                                                      | Batta         |               |       |                                                |

| Arbitro: | Delajod |

|             |           |                   |
| David 90+4’ | Marcatori | 66’ (rig.) Mbappé |

| Arbitro: | Turpin |

|                            |           |                  |
| Yoro 41’ (aut.) Mwanga 76’ | Marcatori | 20’ (aut.) Sylla |

#### Girone di ritorno
| Arbitro: | Gaillouste |

|                                      |           |  |
| David 37’ Cabella 90’ Zhegrova 90+2’ | Marcatori |  |

| Montpellier 28 gennaio 2024, ore 13:00 CET 19ª giornata | Montpellier | 0 – 0 referto | Lilla | Stadio della Mosson (12 575 spett.)\| Arbitro: \| El Hadj \| |
| Arbitro:                                                | El Hadj     |               |       |                                                              |

| Arbitro: | Dechepy |

|                                       |           |  |
| David 10’, 38’ André 24’ Zhegrova 40’ | Marcatori |  |

| Arbitro: | Letexier |

|                                                |           |           |
| Ramos 10’ Alexsandro 17’ (aut.) Kolo Muani 80’ | Marcatori | 6’ Yazıcı |

| Arbitro: | Pignard |

|                     |           |  |
| David 14’, 44’, 49’ | Marcatori |  |

| Arbitro: | Vernice |

|                                                  |           |                |
| Mawissa Elebi 49’ Sierro 60’ (rig.) Dallinga 66’ | Marcatori | 45’ Haraldsson |

| Arbitro: | Stinat |

|  |           |           |
|  | Marcatori | 56’ David |

| Arbitro: | Millot |

|                  |           |                        |
| David 84’, 90+1’ | Marcatori | 1’ Blas 20’ Kalimuendo |

| Arbitro: | Turpin |

|              |           |           |
| Satriano 79’ | Marcatori | 67’ David |

| Arbitro: | Delajod |

|                  |           |          |
| Zhegrova 9’, 60’ | Marcatori | 78’ Wahi |

| Arbitro: | Dechepy |

|                                                 |           |                |
| David 54’ (rig.) Cabella 71’ G. Gudmundsson 84’ | Marcatori | 81’ Aubameyang |

| Arbitro: | Turpin |

|               |           |  |
| Y. Fofana 61’ | Marcatori |  |

| Arbitro: | Millot |

|           |           |  |
| David 12’ | Marcatori |  |

| Arbitro: | Frappart |

|                       |           |                        |
| Mikautadze 23’ (rig.) | Marcatori | 31’ Ismaily 44’ Yazıcı |

| Arbitro: | Bastien |

|                                  |           |                                                         |
| B. Diakité 21’, 85’ Zhegrova 37’ | Marcatori | 66’ Benrahma 82’ M. Fofana 88’ Lacazette 90+2’ M. Baldé |

| Arbitro: | Wattellier |

|            |           |               |
| Abline 54’ | Marcatori | 8’, 11’ David |

| Arbitro: | Delajod |

|                          |           |                           |
| Haraldsson 55’ André 73’ | Marcatori | 10’ Laborde 90+2’ Lotomba |

### Coppa di Francia

#### Fase a eliminazione diretta
| Arbitro: | Léonard |

| |           |  |
| Yazıcı 11’, 45’ David 25’, 36’, 75’ Zhegrova 33’, 41’, 42’ Tiago Santos 57’ Haraldsson 64’ (rig.), 78’ Messoussa 90’ | Marcatori |  |

| Arbitro: | Wattellier |

|  |           |                |
|  | Marcatori | 33’ Haraldsson |

| Arbitro: | Millot |

|                      |           |                |
| Orban 40’ Cherki 47’ | Marcatori | 53’ Alexsandro |

### UEFA Europa Conference League

#### Spareggi
| Arbitro: | Atilla Karaoglan |

|                       |           |             |
| Zhegrova 43’ Yoro 89’ | Marcatori | 24’ Pašalić |

| Arbitro: | Luís Godinho |

|             |           |            |
| Smolčić 58’ | Marcatori | 109’ David |

#### Fase a gironi
| Arbitro: | Joey Kooij |

|                               |           |  |
| David 43’ (rig.) Yazıcı 90+4’ | Marcatori |  |

| Tórshavn 5 ottobre 2023, ore 18:45 CEST 2ª giornata | KÍ Klaksvík    | 0 – 0 referto | Lilla | Tórsvøllur (2 191 spett.)\| Arbitro: \| Elchin Masiyev \| |
| Arbitro:                                            | Elchin Masiyev |               |       |                                                           |

| Arbitro: | Luca Pairetto |

|                        |           |            |
| Yazıcı 68’ Cabella 82’ | Marcatori | 25’ Čavrić |

| Arbitro: | Gergő Bogár |

|            |           |              |
| Čavrić 81’ | Marcatori | 53’ A. Gomes |

| Arbitro: | Sven Jablonski |

|  |           |                        |
|  | Marcatori | 15’ Cabella 75’ Yazıcı |

| Arbitro: | António Nobre |

|                                                          |           |  |
| Yazıcı 29’ (rig.) Gomes 86’ (rig.) Zhegrova 90+6’ (rig.) | Marcatori |  |

#### Fase a eliminazione diretta

##### Ottavi di finale
| Arbitro: | Frankowski |

|  |           |                             |
|  | Marcatori | 28’, 51’ David 71’ Zhegrova |

| Arbitro: | Jug |

|               |           |               |
| T. Santos 43’ | Marcatori | 45+1’ Biereth |

##### Quarti di finale
| Arbitro: | Eskås |

|                        |           |                |
| Watkins 13’ McGinn 56’ | Marcatori | 84’ B. Diakité |

| Arbitro: | Kružliak |

|                                    |                      |                                            |
| Yazıcı 15’ André 68’               | Marcatori            | 87’ Cash                                   |
| Bentaleb David Gomes Cabella André | Tiri di rigore 3 – 4 | Tielemans Watkins Cash Bailey Douglas Luiz |

## Statistiche

### Statistiche di squadra
| Competizione      | Punti | In casa | In casa | In casa | In casa | In casa | In casa | In trasferta | In trasferta | In trasferta | In trasferta | In trasferta | In trasferta | Totale | Totale | Totale | Totale | Totale | Totale | DR  |
| Competizione      | Punti | G       | V       | N       | P       | Gf      | Gs      | G            | V            | N            | P            | Gf           | Gs           | G      | V      | N      | P      | Gf     | Gs     | DR  |
| ----------------- | ----- | ------- | ------- | ------- | ------- | ------- | ------- | ------------ | ------------ | ------------ | ------------ | ------------ | ------------ | ------ | ------ | ------ | ------ | ------ | ------ | --- |
| Ligue 1           | 59    | 17      | 10      | 4       | 2       | 34      | 14      | 17           | 5            | 7            | 5            | 18           | 30           | 34     | 16     | 11     | 7      | 52     | 35     | +17 |
| Coppa di Francia  | -     | 1       | 1       | 0       | 0       | 12      | 0       | 2            | 1            | 0            | 1            | 2            | 2            | 3      | 2      | 0      | 1      | 14     | 2      | +12 |
| Conference League | 14    | 6       | 5       | 1       | 0       | 12      | 4       | 6            | 2            | 3            | 1            | 8            | 4            | 12     | 7      | 4      | 1      | 20     | 8      | +12 |
| Totale            | -     | 24      | 17      | 5       | 2       | 58      | 18      | 25           | 8            | 10           | 7            | 28           | 26           | 49     | 25     | 15     | 9      | 86     | 45     | +41 |

### Andamento in campionato
| Giornata  | 1  | 2 | 3  | 4 | 5 | 6  | 7 | 8 | 9 | 10 | 11 | 12 | 13 | 14 | 15 | 16 | 17 | 18 | 19 | 20 | 21 | 22 | 23 | 24 | 25 | 26 | 27 | 28 | 29 | 30 | 31 | 32 | 33 | 34 |
| --------- | -- | - | -- | - | - | -- | - | - | - | -- | -- | -- | -- | -- | -- | -- | -- | -- | -- | -- | -- | -- | -- | -- | -- | -- | -- | -- | -- | -- | -- | -- | -- | -- |
| Luogo     | T  | C | T  | C | T | C  | T | T | C | C  | T  | C  | T  | C  | T  | C  | T  | C  | T  | C  | T  | C  | T  | T  | C  | T  | C  | C  | T  | C  | T  | C  | T  | C  |
| Risultato | N  | V | P  | V | N | P  | V | N | V | V  | N  | N  | V  | V  | N  | N  | P  | V  | N  | V  | P  | V  | P  | V  | N  | N  | V  | V  | P  | V  | V  | P  | V  | N  |
| Posizione | 11 | 5 | 10 | 5 | 6 | 11 | 6 | 7 | 4 | 4  | 5  | 4  | 4  | 4  | 4  | 4  | 5  | 5  | 5  | 4  | 4  | 5  | 5  | 4  | 4  | 4  | 4  | 4  | 4  | 4  | 4  | 4  | 3  | 4  |

Legenda:

Luogo: C = Casa; T = Trasferta. Risultato: V = Vittoria; N = Pareggio; P = Sconfitta.

### Statistiche dei giocatori
Sono in corsivo i calciatori che hanno lasciato la società a stagione in corso.
| Giocatore        | Ligue 1  | Ligue 1 | Ligue 1     | Ligue 1    | Coppa di Francia | Coppa di Francia | Coppa di Francia | Coppa di Francia | Europa Conference League | Europa Conference League | Europa Conference League | Europa Conference League | Totale   | Totale | Totale      | Totale     |
| Giocatore        | Presenze | Reti    | Ammonizioni | Espulsioni | Presenze         | Reti             | Ammonizioni      | Espulsioni       | Presenze                 | Reti                     | Ammonizioni              | Espulsioni               | Presenze | Reti   | Ammonizioni | Espulsioni |
| ---------------- | -------- | ------- | ----------- | ---------- | ---------------- | ---------------- | ---------------- | ---------------- | ------------------------ | ------------------------ | ------------------------ | ------------------------ | -------- | ------ | ----------- | ---------- |
| Alexsandro       | 29       | 0       | 6           | 1          | 2                | 1                | 0                | 0                | 11                       | 0                        | 0                        | 0                        | 42       | 1      | 6           | 1          |
| B. André         | 30       | 4       | 8           | 0          | 3                | 0                | 0                | 0                | 12                       | 0                        | 2                        | 0                        | 45       | 4      | 10          | 0          |
| J. Bazié         | 0        | 0       | 0           | 0          | 0                | 0                | 0                | 0                | 1                        | 0                        | 0                        | 0                        | 1        | 0      | 0           | 0          |
| C. Baleba        | 2        | 0       | 0           | 0          | 0                | 0                | 0                | 0                | 0                        | 0                        | 0                        | 0                        | 2        | 0      | 0           | 0          |
| N. Bentaleb      | 26       | 0       | 7           | 0          | 1                | 0                | 0                | 0                | 7                        | 0                        | 4                        | 0                        | 34       | 0      | 11          | 0          |
| A. Bouaddi       | 9        | 0       | 3           | 1          | 3                | 0                | 0                | 0                | 6                        | 0                        | 1                        | 0                        | 18       | 0      | 4           | 1          |
| R. Cabella       | 30       | 2       | 0           | 0          | 0                | 0                | 0                | 0                | 11                       | 2                        | 0                        | 0                        | 41       | 4      | 0           | 0          |
| I. Cavaleiro     | 17       | 1       | 1           | 0          | 0                | 0                | 0                | 0                | 6                        | 0                        | 0                        | 0                        | 23       | 1      | 1           | 0          |
| L. Chevalier     | 33       | -32     | 1           | 0          | 2                | -2               | 0                | 0                | 9                        | -7                       | 0                        | 0                        | 44       | -41    | 1           | 0          |
| T. Dago          | 3        | 0       | 1           | 0          | 0                | 0                | 0                | 0                | 0                        | 0                        | 0                        | 0                        | 3        | 0      | 1           | 0          |
| J. David         | 34       | 19      | 4           | 0          | 3                | 3                | 0                | 0                | 10                       | 4                        | 1                        | 0                        | 47       | 26     | 5           | 0          |
| B. Diakité       | 20       | 5       | 3           | 0          | 0                | 0                | 0                | 0                | 7                        | 1                        | 2                        | 0                        | 27       | 6      | 5           | 0          |
| A. Faïz          | 0        | 0       | 0           | 0          | 0                | 0                | 0                | 0                | 1                        | 0                        | 0                        | 0                        | 1        | 0      | 0           | 0          |
| I. Ferrah        | 1        | 0       | 0           | 0          | 0                | 0                | 0                | 0                | 1                        | 0                        | 0                        | 0                        | 2        | 0      | 0           | 0          |
| A. Gomes         | 31       | 0       | 4           | 0          | 3                | 0                | 0                | 0                | 11                       | 2                        | 2                        | 0                        | 45       | 2      | 6           | 0          |
| G. Gudmundsson   | 25       | 1       | 2           | 0          | 2                | 0                | 0                | 0                | 11                       | 0                        | 0                        | 0                        | 38       | 1      | 2           | 0          |
| H. A. Haraldsson | 26       | 2       | 4           | 0          | 2                | 3                | 0                | 0                | 10                       | 0                        | 1                        | 0                        | 38       | 5      | 5           | 0          |
| A. Ilić          | 2        | 0       | 0           | 0          | 1                | 0                | 0                | 0                | 0                        | 0                        | 0                        | 0                        | 3        | 0      | 0           | 0          |
| Ismaily          | 30       | 1       | 1           | 0          | 3                | 0                | 0                | 0                | 6                        | 0                        | 0                        | 0                        | 39       | 1      | 1           | 0          |
| A. Malouda       | 1        | 0       | 0           | 0          | 1                | 0                | 0                | 0                | 1                        | 0                        | 0                        | 0                        | 3        | 0      | 0           | 0          |
| V. Mannone       | 2        | -2      | 0           | 0          | 1                | -0               | 0                | 0                | 3                        | -1                       | 0                        | 0                        | 6        | -3     | 0           | 0          |
| A. Messoussa     | 0        | 0       | 0           | 0          | 1                | 1                | 0                | 0                | 1                        | 0                        | 0                        | 0                        | 2        | 1      | 0           | 0          |
| I. Miramón       | 2        | 0       | 1           | 0          | 1                | 0                | 0                | 0                | 1                        | 0                        | 1                        | 0                        | 4        | 0      | 2           | 0          |
| T. Morais        | 3        | 0       | 0           | 0          | 1                | 0                | 0                | 0                | 0                        | 0                        | 0                        | 0                        | 4        | 0      | 0           | 0          |
| A. Ounas         | 17       | 1       | 0           | 0          | 1                | 0                | 0                | 0                | 4                        | 0                        | 0                        | 0                        | 22       | 1      | 0           | 0          |
| Tiago Santos     | 29       | 1       | 6           | 0          | 3                | 1                | 0                | 0                | 11                       | 1                        | 1                        | 0                        | 43       | 3      | 7           | 0          |
| S. Umtiti        | 6        | 0       | 0           | 0          | 1                | 0                | 0                | 0                | 6                        | 0                        | 1                        | 0                        | 13       | 0      | 1           | 0          |
| Y. Yazıcı        | 27       | 5       | 5           | 0          | 3                | 2                | 0                | 0                | 12                       | 5                        | 0                        | 0                        | 42       | 12     | 5           | 0          |
| L. Yoro          | 32       | 2       | 5           | 0          | 3                | 0                | 0                | 0                | 9                        | 1                        | 0                        | 0                        | 44       | 3      | 5           | 0          |
| A. Virginius     | 2        | 0       | 0           | 0          | 0                | 0                | 0                | 0                | 3                        | 0                        | 0                        | 0                        | 5        | 0      | 0           | 0          |
| A. Zedadka       | 0        | 0       | 0           | 0          | 2                | 0                | 0                | 0                | 2                        | 0                        | 0                        | 0                        | 4        | 0      | 0           | 0          |
| E. Zhegrova      | 33       | 5       | 3           | 1          | 3                | 3                | 0                | 0                | 11                       | 3                        | 1                        | 0                        | 47       | 11     | 4           | 1          |